# 国立病院機構下総精神医療センター
独立行政法人国立病院機構下総精神医療センター（どくりつぎょうせいほうじんこくりつびょういんきこうしもふさせいしんいりょうセンター）は、千葉県千葉市緑区にある医療機関。独立行政法人国立病院機構が運営する病院である。旧国立下総療養所。傷痍軍人療養所として創設。戦後、国立療養所を経て、2004年より独立行政法人へ移行。政策医療分野における精神疾患の基幹医療施設である。慶應義塾大学病院と提携している。

## 沿革
- 1941年（昭和16年） - 軍事保護院、傷痍軍人下総療養所として創設。
- 1945年（昭和20年）12月1日 - 厚生省の内局へ所属替、国立下総療養所として発足。
- 1955年（昭和30年） -  附属准看護学院併設。
- 2001年（平成13年）1月6日 - 厚生労働省所管となる。
- 2004年（平成16年）4月1日 - 独立行政法人として発足、国立病院機構下総精神医療センターに改称。
- 2005年（平成17年）3月31日 - 	附属准看護学院閉校（独立行政法人国立病院機構千葉医療センター附属千葉看護学校と統合）。
- 2006年（平成18年） - 心神喪失等の状態で重大な他害行為を行った者の医療及び観察等に関する法律（以下、医療観察法）の指定入院医療機関に指定される。

## 診療科
- 精神科
- 神経科
- 心療内科
- 内科
- 外科
- リハビリテーション科
- 歯科

## 指定・認定
- 医療観察法に基づく指定入院医療機関
- 千葉市応急入院指定病院
- 千葉県精神科救急輪番病院

## 周辺の施設
- 千葉県こども病院
- 千葉県千葉リハビリテーションセンター
- 千葉県立袖ケ浦特別支援学校

## 交通アクセス
- JR東日本外房線鎌取駅より千葉中央バス千葉リハビリセンター行で下総精神医療センター下車、または徒歩約15分。